# Казахстан (Келесский район)
Казахстан (каз. Қазақстан, до 2008 г. — 60 лет Октября) — село в Келесском районе Туркестанской области Казахстана. Входит в состав Бирлесуского сельского округа. Код КАТО — 515443200.

## Население
В 1999 году население села составляло 1924 человека (983 мужчины и 941 женщина). По данным переписи 2009 года, в селе проживали 2453 человека (1259 мужчин и 1194 женщины).